# Heliocheilus cramboides
Heliocheilus cramboides là một loài bướm đêm thuộc họ Noctuidae. Nó được tìm thấy ở Victoria, Tây Úc, the Lãnh thổ Thủ đô Úc, New South Wales, Bắc Úc, Queensland và Nam Úc.

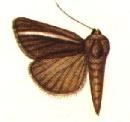

Ấu trùng ăn the seedheads của Sorghum intrans.

## Hình ảnh

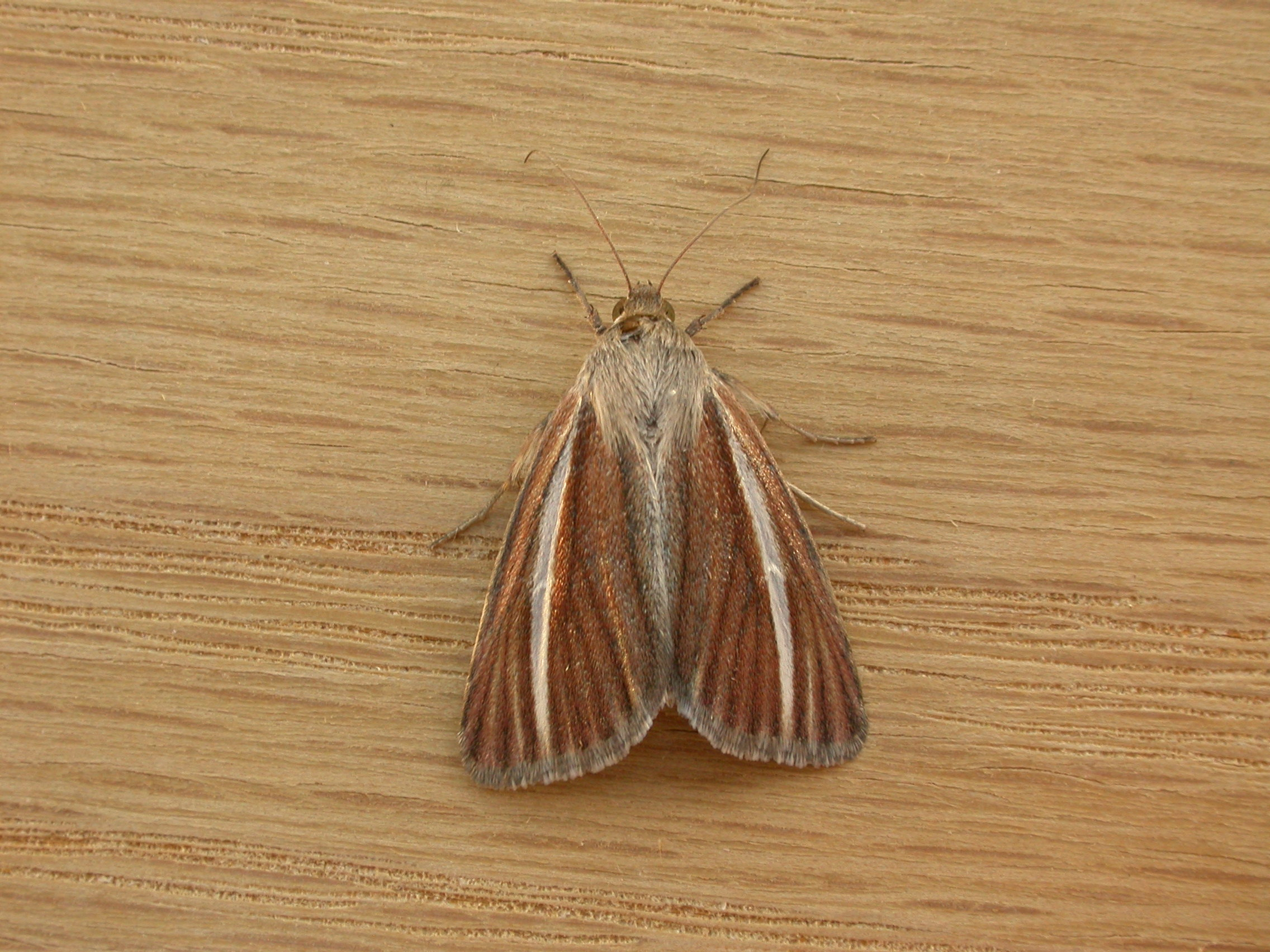